# Rampachodavaram
Rampachodavaram es una ciudad censal situada en el distrito de Godavari Este en el estado de Andhra Pradesh (India). Su población es de 9952habitantes (2011). Se encuentra a 82 km de Kakinada y a 162 km de Vijayawada. 

## Demografía
Según el censo de 2011 la población de Rampachodavaram era de 9952 habitantes, de los cuales 2537 eran hombres y 2536 eran mujeres. Rampachodavaram tiene una tasa media de alfabetización del 84,50%, inferior a la media estatal del 67,02%: la alfabetización masculina es del 89,88%, y la alfabetización femenina del 78,41%.